# Тадо Мінсо
Тадо Мінсо (*бірм. သတိုးမင်းစေ; бл. 1440 — 1527) — 1-й володар царства П'ї у 1482—1527 роках.

## Життєпис
Походив з династії Паган-Пінья. Молодший син Нарапаті I, царя Ави та його головної доружини Атули Тірі . Народився десь напочатку 1440-х років. Отримав ім'я Мін Басо (မင်းဘစော). З досягненням повноліття був одружений зі своєю стриєчною сестрою М'ят Хпоне Пйо, молодшою донькою його вуйка Со Швехета, намісника П'ї. Виховувався в Аві до 1460 року, коли батько призначив його намісником Тарраваді (міста на південному кордоні з державою Гантаваді).
Зберігав вірність Нарапаті I, вправно керував містом. 1468 року зі сходженням на трон його старшого брата Тхіхатхури I був перепризначений намісником Тарраваді. Наприкінці 1472 — на початку 1473 року Тадо Мінсо уклав союз зі своїм старшим братом Мінгйосва, намісником П'ї, щоб підняти повстання проти правителя Ави. Вони очікували отримати військову допомогу від Дгаммазеді, володаря Гантаваді. Втім цей план провалився. Обидва брати підкорилися Тхіхатхурі I в лютому 1473 року. Той пробачив своїх братів і знову призначив їх на колишні посади.
Після смерті Тхіхатхури I в 1480 році новий аваський володар Мінхаунг II стикнувся з повстанням брата Міньєчавсви, намісника Яметхіна. У 1482 році помер Мінгйосва. Тадо Мінсо скористався війною між Мінхаунгом II і Міньєчавсвою, захопивши П'ї, де оголосив про свою незалежність. У відповідь проти нього рушила аваська армія, яка тримала протягом 1 місяця П'ї в облозі, втім марно. Мінхаунг II невдовзі все більше занурювався у протистояння з міньєчавсвою, а також вимушен був відбивати напади шанських князівства Кале й Могн'їн. Тадо Мінсо оволодів землями від Тарраваді до М'єде.
Тадо Мінсо налагодив мирні відносини з Гантавадді. У 1520-х роках, коли Ава посблабилася, зазнаючи постійних нападів союзу шанських князівств, уклав союз з лідером шанів Со Лоном. 22 березня 1525 року об'єднані Со Лона і Тадо Мінсо розграбували місто Ава. При цьому було захоплено відомого поета Шіна Маха Раттатхару, якого було відправлено до П'ї. Також вдалося розширити володіння на північ.
Тадо Мінсо помер у лютому 1527 року. Йому спадкував син Баїн Хтве.